# Chappe et Gessalin
Chappe et Gessalin Automobiles CG est un ancien constructeur automobile français actif de 1966 à 1974. L'entreprise construisit une voiture sportive à partir d'éléments mécaniques empruntés à la Simca 1000 et ses dérivés.

## Chappe Frères et Gessalin
Née en 1946 du changement de raison sociale de la Carrosserie Chappe créée vers 1930, la Carrosserie Chappe Frères et Gessalin est l’association d’Amédée Gessalin et des trois frères Chappe, Abel, Albert et Louis. Amédée ayant épousé la sœur aînée des Chappe, c’est avant tout une entreprise familiale. Jean Gessalin prend la place de son père auprès de ses oncles au décès de ce dernier. Installée dans un premier temps à Saint-Maur-des-Fossés, l’entreprise se déplace en 1960 à Brie-Comte-Robert.
Débutant par la réalisation de cabines de camions pour Delahaye jusqu'au début des années 1950, elle se tourne ensuite vers la réparation d’automobiles de tourisme et de sport avec, entre autres, les carrosseries aluminium des Talbot et Delahaye de Charles Pozzi, puis la transformation et la construction de voitures de compétition comme la « Bosvin-Michel-Spéciale », une barquette en aluminium à moteur Renault 4CV conçue par Camille Bosvin, victorieuse des Bols d'or 1952 et 1953.
Dès 1950, l’entreprise fait partie des pionniers de la carrosserie en fibre de verre et, à ce titre, collabore avec de nombreux artisans et constructeurs de l’époque tel Deutsch-Bonnet pour certains de leurs prototypes de course et une partie de la caisse du cabriolet « Le Mans ». Après leur séparation, elle continue à travailler avec Charles Deutsch, associé à Panhard pour la production de la carrosserie des CD de course et des premières Panhard-CD, et avec René Bonnet. Elle collabore également avec des entreprises moins connues comme UMAP (1957-1959) pour sa voiture dérivée de la 2 CV ou les voitures Arista de Raymond Gaillard.
L’implication de Chappe et Gessalin dans les transformations sur la base de la 4 CV (BMS, SCVS 1066…) conduit en 1954, Charles Escoffier, concessionnaire Renault parisien, à commander vingt-cinq coachs sur plateforme 4 CV, demandant à son gendre, Jean Rédélé de les commercialiser. Renault avalise la voiture et la marque Alpine naît en 1955.
Dix fois plus d’exemplaires de ce coach A106 sont finalement produit jusqu’en 1960 et Chappe et Gessalin continue de s’investir dans les productions suivantes, le coach A108, le coupé 2+2 A108 puis la confidentielle GT4 .
Au début des années 1960, l’extension du constructeur Alpine conduisant ce dernier à construire ses propres carrosseries, l'entreprise Chappe et Gessalin envisage alors de produire sa propre voiture et se tourne vers le constructeur automobile Simca pour puiser dans leur production les éléments mécaniques nécessaires à sa réalisation et permettre la distribution de la voiture à travers son réseau.

## Les automobiles CG
Les carrossiers, jusqu'à présent sous-traitants pour d'autres marques automobiles, se lancent dans la grande aventure. La marque CG naît.

### CG 1000 (1966 - 1969, type A1000)

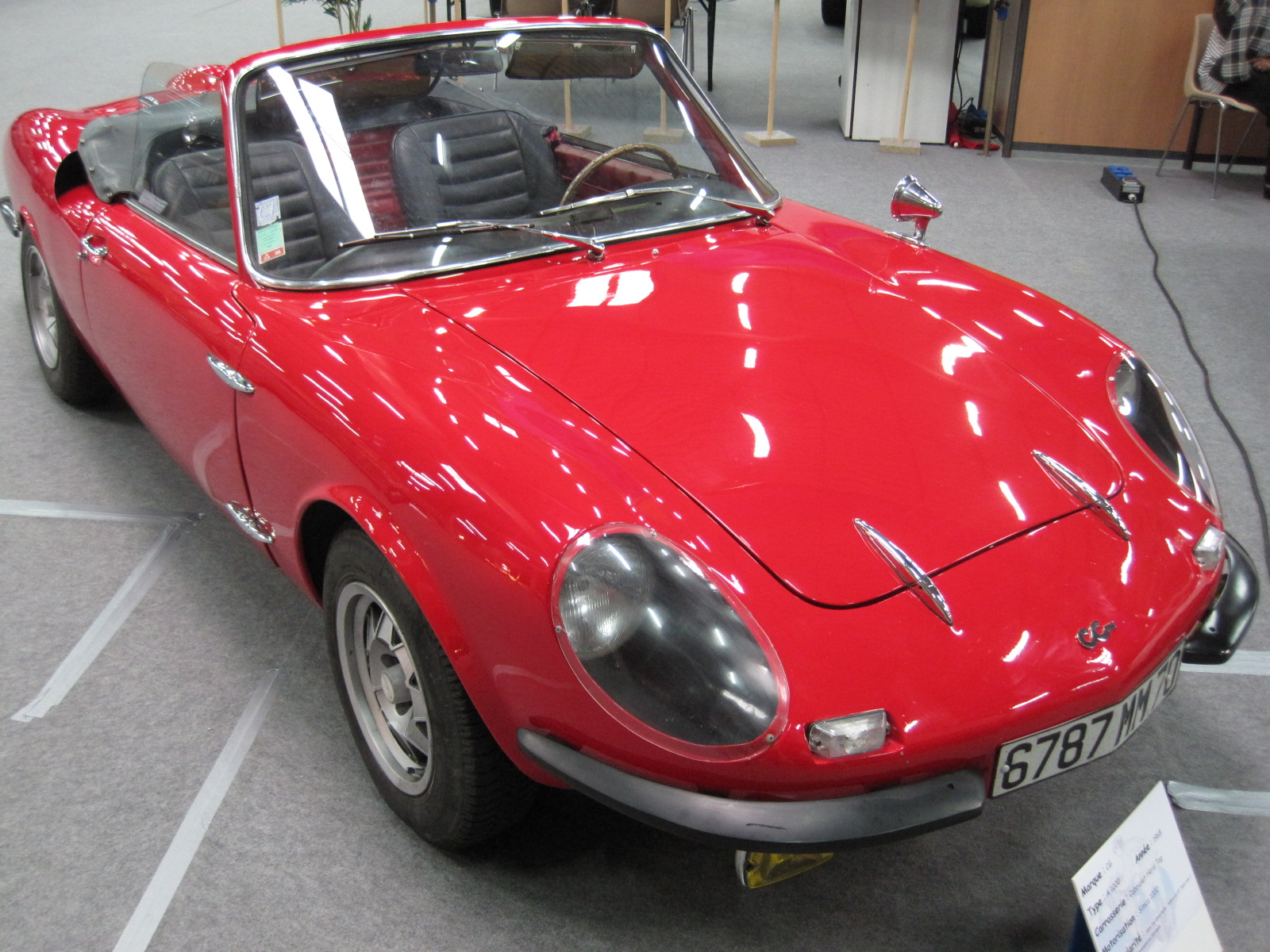
Spider CG 1000.

Le spider CG 1000 présenté en 1966 est un véhicule à carrosserie en fibre de verre sur châssis original à poutre centrale reliant des éléments mécaniques empruntés à la Simca 1000 et à la Simca 1000 coupé Bertone. Équipé d'un modeste moteur, il offre une finition de qualité comparable aux meilleures voitures artisanales de l’époque. Il existera des versions coupé et S.

### CG 1200 S (1968 - 1972, type B1200)

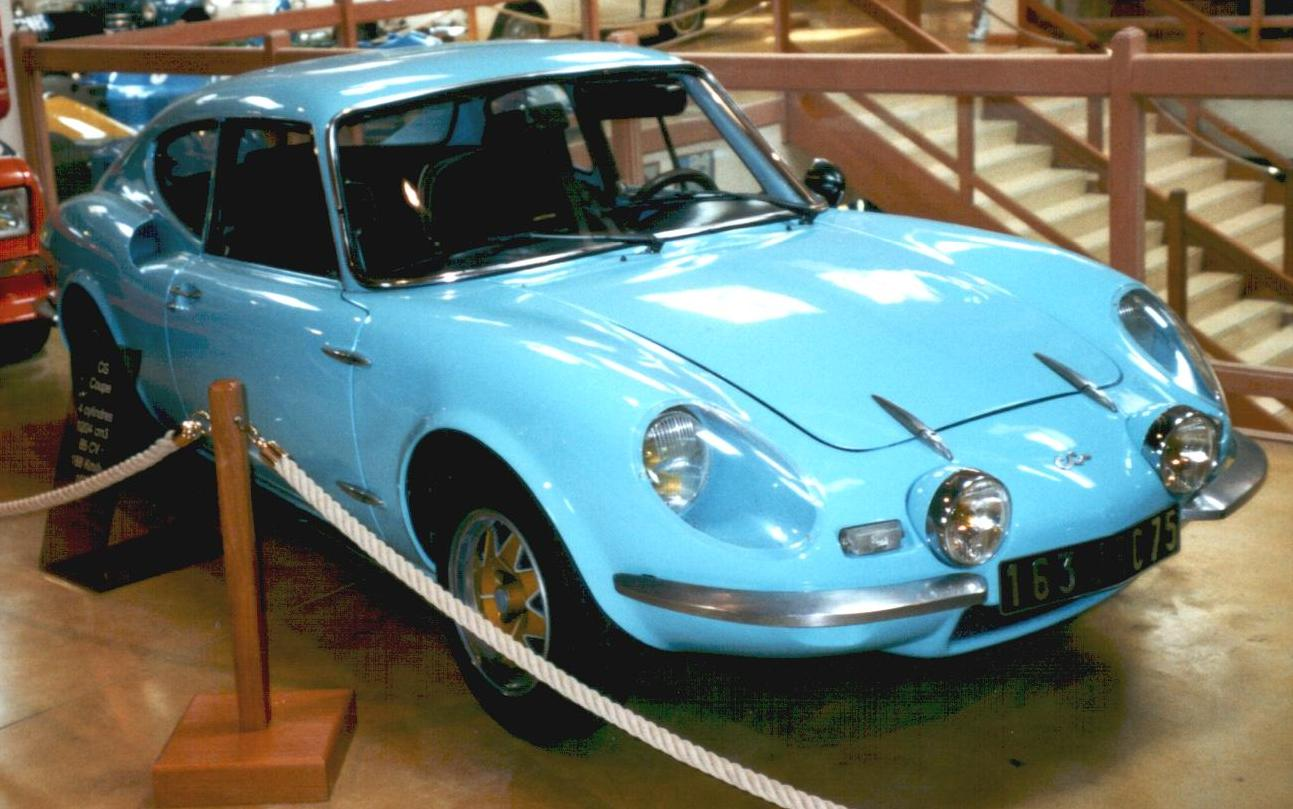
Coupé CG 1200 S.

En 1968, Chappe et Gessalin récupère le moteur du coupé Simca 1200 S pour proposer une voiture sportive capable de concurrencer l’Alpine A110.
La CG 1200S a également été commercialisée en version cabriolet Spider. Seuls 33 exemplaires sont sortis de l'usine.
En 1971, si les coûts de réalisation restent élevés et que les tarifs s’en ressentent, le début de notoriété de la marque et son engagement en compétition permettent à la production des automobiles CG d'atteindre son rythme de croisière.

### CG 1300 (1972 - 1974, type C1300)

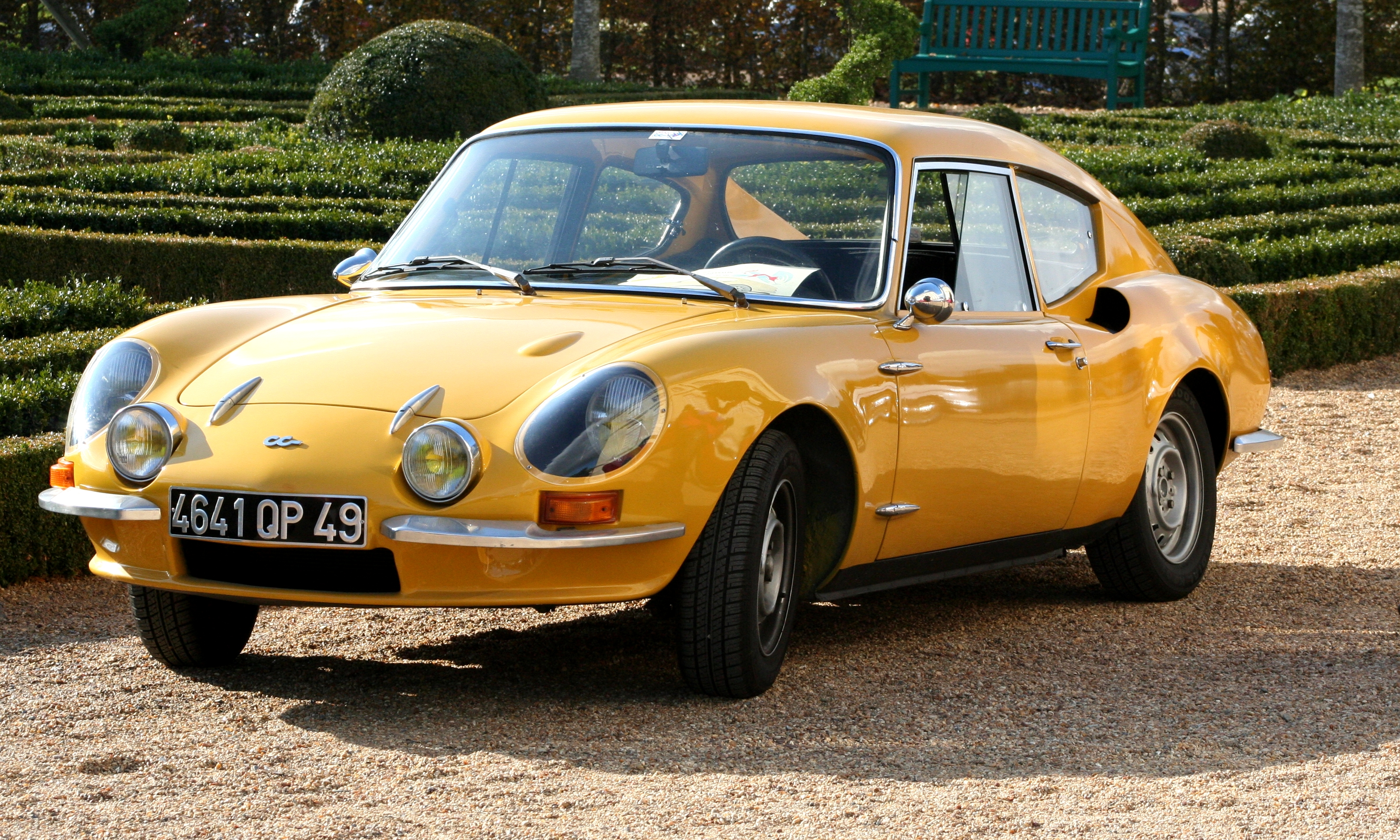
CG 1300.

En 1972, le CG 1300 bénéficie du moteur de la Simca 1000 Rallye 2 et d’une nouvelle carrosserie.

### Comparatifs des différents modèles
|                  | CG type A1000 (moins de 30 exemplaires) | CG type A1000 (moins de 30 exemplaires) | CG type A1000 (moins de 30 exemplaires) | CG type B1200 (environ 280 exemplaires) | CG type B1200 (environ 280 exemplaires) | CG type B1200 (environ 280 exemplaires) | CG type C1300 (95 exemplaires) | CG type C1300 (95 exemplaires) |
|                  | Spider 1000                             | Sport 1000                              | Sport 1000/1000 S                       | Coupé et Spider 1200 S                  | Coupé et Spider 1200 S mod. 1970        | Coupé "548"                             | Coupé 1300                     | Coupé 1300 95 ch               |
| ---------------- | --------------------------------------- | --------------------------------------- | --------------------------------------- | --------------------------------------- | --------------------------------------- | --------------------------------------- | ------------------------------ | ------------------------------ |
| Cylindrée        | 944 cm3                                 | 944 cm3                                 | 1 118 cm3                               | 1 204 cm3                               | 1 204 cm3                               | 1 204 cm3                               | 1 294 cm3                      | 1 294 cm3                      |
| Alésage × course | 68 × 65                                 | 68 × 65                                 | 74 × 65                                 | 74 × 70                                 | 74 × 70                                 | 74 × 70                                 | 76,7 × 70                      | 76,7 × 70                      |
| Puissance        | 40 ch à 5 400 tr/min                    | 40 ch à 5 400 tr/min                    | 49 ch à 5 600 tr/min                    | 80 ch à 6 000 tr/min                    | 85 ch à 6 200 tr/min                    | 120 ch à 6 200 tr/min                   | 82 ch à 6 000 tr/min           | 95 ch à 6 400 tr/min           |
| Couple           | 75 N m à 3 400 tr/min                   | 75 N m à 3 400 tr/min                   | 83 N m à 3 600 tr/min                   | 103 N m à 4 500 tr/min                  | 105 N m à 4 500 tr/min                  | -                                       | 108 N m à 4 400 tr/min         | 116 N m à 4 560 tr/min         |
| Poids            | 640 kg                                  | 600 kg                                  | 620 kg                                  | 660 kg                                  | 660 kg                                  | 548 kg                                  | 660 kg                         | 670 kg                         |
| Vitesse maxi     | - km/h                                  | 150 km/h                                | 160 km/h                                | 185 km/h                                | 188 km/h                                | - km/h                                  | 185 km/h                       | 195 km/h                       |
| km/départ arrêté | -                                       | 37 s 0                                  | 35 s 6                                  | 31 s 5                                  | 31 s 3                                  | 27 s 0                                  | 31 s 5                         | 30 s 5                         |
| Prix à l'époque  | 16 900 F (1967)                         | 14 990 F (1967)                         | 18 990 F (1968)                         | 21 480/21 980 F (1968)                  | 22 726/23 255 F (1970)                  | 35 000 F (1971)                         | 27 500 F (1973)                | 30 232 F (1973)                |

## La fin d'une aventure
Le CG 1300 sera le chant du cygne de Chappe et Gessalin : Matra vient de finir de « digérer » René-Bonnet et propose en association à Simca sa Bagheera, plus moderne et plus facile à produire en grande série.
Bientôt, le premier choc pétrolier, suivi par l'instauration des limitations de vitesses et l’arrêt des compétitions automobiles, sera fatal au petit constructeur.
Début 1974, le dépôt de bilan de la société des Automobiles CG est programmé. Les dernières voitures sont fabriquées au printemps et les moules sont cédés à la société Geriplast à Coulommiers.

## Les CG en compétition
Les véhicules CG en compétition sont liés au programme Simca-CG Proto MC, une association entre Chrysler France, Matra et Chappe & Gessalin, née sous l'impulsion d'Henri Chemin.
Le constructeur américain Chrysler détient, dès la fin des années 1950, 25 % du capital de Simca et devient peu à peu majoritaire au sein du groupe qui devient Chrysler France en 1970, tout en conservant jusqu’à sa revente en 1978 à PSA Peugeot Citroën le patronyme Simca. C’est lui qui parraine et finance le projet. Matra Sports, champion du monde 1969 des constructeurs en Formule 1, est chargé de la conception technique et Chappe & Gessalin de la production.
À la suite du premier choc pétrolier, le projet est pourtant abandonné à la fin de la saison 1973, Matra Sports et Chrysler France choisissant de continuer seulement en Sport-Prototypes et notamment en participant à la prestigieuse course des 24 Heures du Mans.
Chappe & Gessalin fait les frais du mariage à trois et de l’association privilégiée entre Matra et Simca-Chrysler. Reste toutefois le palmarès notable des Simca-CG Proto MC sur un temps aussi court, avec au volant Bernard Fiorentino, Gérard Larrousse, Michel Saliba ou Philippe Renaudat.
En 2012, sous le patronage de Jean Gessalin, et après avoir remis le CG 1300 de la famille Chappe dans la course, Didier Malga lance « CG Sport », le groupe compétition de la marque, afin de regrouper les pilotes CG en activité.

## Sous le signe du Coq Gaulois
« À partir de cette année, tous les modèles CG seront placés sous le signe du Coq.

Cabochon du klaxon au volant.

Un Coq pas comme les autres, puisqu’il s’agit d’un Coq – bien Gaulois – dû à la patte « magistrale » de notre ami Uderzo.
Pourquoi ce Coq CG ? L’association Coq Gaulois – CG s’est en fait imposée d’emblée. Elle rappelle en effet, non seulement, bien sûr, la France, mais aussi notre raison Sociale « Chappe Frères et Gessalin » et l’adresse de notre siège Social « rue du Coq Gaulois » !
Puisse ce gaulois parrainage porter bien haut les couleurs de notre marque ! »

C'est par ces mots que Chappe et Gessalin débutait sa brochure de 1969, le logo de la marque étant en effet postérieur à l'apparition de la première voiture.

## Le projet de relance
Sous l'impulsion de Didier Malga, qui souhaite relancer une production en petite série, lui-même accompagné de Jean Gessalin et Bernard Chappe, des contacts nécessaires sont rassemblés, pour commencer un processus de création de prototype devant servir de base à un développement futur de la production.
En 2021, après plusieurs péripéties et la disparition soudaine de Bernard Chappe, la création de ce prototype est lancée. Reprenant certains principes de l'époque, l'objectif est de proposer un coupé fabriqué en France, simple d'utilisation et d'entretien, léger et maniable, et habillé par les carrosseries CG.
Porté par Louis-Paul Malga,, la relance de la production est accompagnée par l'Incubateur Square-Lab et le Crédit Agricole Centre-France notamment. Bénéficiant des conseils de Jean Gessalin, le projet est soutenu par certains grands noms de l'automobile, comme le Cantalien Jean Todt ou l'homme de presse ayant été également constructeur Michel Hommell.